# Pararge suecica
Pararge suecica är en fjärilsart som beskrevs av Felix Bryk 1951. Pararge suecica ingår i släktet Pararge och familjen praktfjärilar. Inga underarter finns listade i Catalogue of Life.